# Lussemburgo ai Giochi della XVI Olimpiade
Il Lussemburgo ha partecipato ai Giochi della XVI Olimpiade che si sono svolti a Melbourne dal 22 novembre all'8 dicembre 1956 
con una delegazione di 11 atleti, di cui 1 donna, impegnati in 5 discipline,
senza aggiudicarsi medaglie.